# Punk argentin
Le punk argentin désigne le mouvement, la culture et la musique punk rock, ayant émergé en Argentine.

## Histoire
« L'underground et la sous-culture sont très importants là-bas [en Argentine]. À tel point qu'il ne semble plus s'agir d'une sous-culture lorsque vous allez dans une pharmacie et que les Ramones joue. Cela n'arriverait jamais en Europe. Les Ramones seraient considérés comme une chose très rare. »

— Molly Nilsson
.
1976 est l'année où le punk rock commence à émerger au Royaume-Uni, avec des groupes tels que les Sex Pistols et The Clash. La même année, la dictature militaire, autoproclamée Processus de réorganisation nationale, débute en Argentine. Les principaux dommages causés par le processus au rock national sont liés à la censure imposée par le régime et à l'autocensure à laquelle les labels discographiques et la presse sont contraintes. L'échange d'informations avec le monde extérieur a cessé de circuler et, à une époque où le rock connaissait ses plus grands changements dans le monde entier, elle s'est arrêtée en Argentine. Le punk, le post-punk, la new wave et les principales tendances internationales n'atteindront l'Argentine qu'après l'ouverture provoquée par la guerre des Malouines. À l'apogée de la popularité mondiale du punk, les groupes qui se disputaient le public de Buenos Aires étaient Serú Girán et Spinetta Jade, tous deux issus du rock progressif avec une ouverture vers le jazz rock. 
À la fin de l'année, à l'Abba Café Concert, propriété de l'acteur Esteban Mellino, le deuxième groupe punk de Buenos Aires fait ses débuts, Los Laxantes, formé lorsque Horacio « Gamexane » Villafañe, en vacances à Mar de Ajó, découvre par hasard le single God Save the Queen des Sex Pistols sur le juke-box d'un magasin local de palmes (ce qui est très inhabituel en Argentine à l'époque). En janvier 1980, ils organisent le premier festival punk du pays sous le nom de All that Punk. Il devait se tenir au cabaret Mon Bijou, mais en raison de problèmes techniques, ils se sont finalement installés dans le sous-sol voisin, où se trouvait la peña folk « La Cuesta ». Lors de ce spectacle embryonnaire, Los Violadores et Los Laxantes se partagent la scène, ainsi que la chanteuse et performeuse Diana Nylon (qui connaît le punk rock pour avoir vécu quelques années à Amsterdam) et un groupe éphémère appelé Richie y sus Coperas.
En 1984 apparaît le groupe Doble Vida, des skinheads. En février 1984, le groupe Argies est créé à Rosario, dont le nom vient de argentino, utilisé par les soldats britanniques de manière péjorative, à l'égard des soldats argentins, pendant la guerre des Malouines en 1982. Argies est considéré comme le premier groupe punk de l'intérieur du pays, actif depuis près de 40 ans, avec un son qui a été comparé à celui des Clash.  

### Années 2020
Dans les années 2020, la pandémie de Covid-19 et le confinement qui s'ensuit créent de grandes difficultés pour les musiciens à entrer en contact les uns avec les autres, ce qui conduit à l'émergence de nombreux projets en solo qui tirent parti des téléphones portables pour composer leurs propres morceaux. Contrairement à la surproduction de pop actuelle, ces nouveaux groupes pratiquent une sorte de punk lo-fi en utilisant des appareils que l'on trouve dans tous les foyers, tout comme les punks des générations précédentes s'étaient emparés de magnétophones à cassettes. Parmi ces nouveaux projets, citons Rudix, SPAM, PeloMuerto, Post-adolescente, OYO, La Niña del Kaos, et Rocko Rainoldi y su Teléfono Maldito. La plupart d'entre eux enregistrent avec l'application Bandlab, bien qu'il y ait des exceptions comme OYO qui utilise n-Track Studio, La Niña del Kaos qui utilise Caustic 3, ou Post-adolescente qui travaille avec une Nintendo DS. Ces dernières années, un grand nombre de groupes punk argentins apparaissent qui incluent des synthétiseurs et des boîtes à rythmes dans leur line-up ou qui enregistrent directement avec des instruments virtuels, comme Peste Negra Orquesta, Los Peligros, Desborde, WWW, Unión Soviética, Di Giovannis, PaisTerror, The Charlie's Jacket, VientoNegro, Fancy Trashers, The Netrunners, Minibruto, Electroshock ou The Terror. De ce croisement entre punk et technologie sont également nés des labels comme Central Eléctrica Discos, et Fichines Ruido Zafarla, des publications comme 404 Fanzine et Nerdpunk, la compilation Este Sinte Mata Fascistas, l'Archivo Digital Itinerante del Punk en Argentina organisé par Patricia Pietrafesa, des jeux vidéo comme Wool Pit et Pretinders, ou encore des événements comme Anti-Todo, Dead Riot, Ciclo Austero, et Fiesta Neptuno.